# Celerina
Celerina là chi thực vật có hoa trong họ Acanthaceae.